# Elezioni parlamentari in Sri Lanka del 2024
Le elezioni parlamentari in Sri Lanka del 2024 si sono tenute il 14 novembre per il rinnovo del Parlamento dello Sri Lanka.
Esse sono state indette in anticipo rispetto alla scadenza naturale della legislatura, prevista per la seconda metà del 2025, tramite un decreto del neo-eletto Presidente, Anura Kumara Dissanayake, al fine di rimuovere gli ostacoli politici derivanti dalla mancanza di un sufficiente sostegno parlamentare per le sue politiche e riforme.
Le elezioni hanno visto, a discapito di tutte le altre forze politiche precedentemente in carica (che invece hanno ottenuto risultati molto ridotti o irrisori), la vittoria schiacciante della coalizione presidenziale Potere Nazionale del Popolo (NPP), che, avendo ottenuto ben 159 seggi, è così risultata da sola detentrice, per la prima volta nella storia del paese, di una super-maggioranza di oltre i due terzi dei seggi in assemblea, nonché una grande forza emergente nel panorama politico srilankese. Ciò ha, in definitiva, garantito alla Presidenza ed al governo un margine di manovra assoluto per l’attuazione del proprio indirizzo politico.

## Sistema elettorale
Per le elezioni parlamentari, la legge elettorale srilankese prevede l’applicazione di un sistema proporzionale in due differenze modalità. I 225 rappresentanti, difatti, sono eletti secondo due modi:
- 196 con il sistema proporzionale a liste aperte, all’interno di 52 collegi plurinominali e con una soglia di sbarramento fissata al 5%.
- I restanti 29, invece, sono attribuiti ai partiti in proporzione e compensazione ai risultati elettorali, all’interno di un collegio unico nazionale.[8][9]

## Risultati
| Potere Nazionale del Popolo (NPP)              | 6 863 186  | 61,56 | 159 |  |  |  |
| Samagi Jana Balawegaya (SJB)                   | 1 968 716  | 17,66 | 40  |  |  |  |
| Ilankai Tamil Arasu Kachchi (ITAK)             | 257 813    | 2,31  | 8   |  |  |  |
| Nuovo Fronte Democratico (NDF)                 | 500 835    | 4,49  | 5   |  |  |  |
| Sri Lanka Podujana Peramuna (SLPP)             | 350 429    | 3,14  | 3   |  |  |  |
| Congresso dei Musulmani dello Sri Lanka (SLMC) | 87 038     | 0,78  | 3   |  |  |  |
| Sarvajana Balaya (SB)                          | 178 006    | 1,60  | 1   |  |  |  |
| Partito Nazionale Unito (UNP)                  | 66 234     | 0,59  | 1   |  |  |  |
| Alleanza Nazionale Democratica Tamil (DTNA)    | 65 382     | 0,59  | 1   |  |  |  |
| Congresso Tamil di Tutto il Ceylon (ACTC)      | 39 894     | 0,36  | 1   |  |  |  |
| Congresso Makkal di Tutto il Ceylon (ACMC)     | 33 911     | 0,30  | 1   |  |  |  |
| Jaffna - Gruppo Indipendente 17 (J-IG17)       | 27 855     | 0,25  | 1   |  |  |  |
| Partito Laburista dello Sri Lanka (SLLP)       | 17 710     | 0,16  | 1   |  |  |  |
| Altri partiti e Indipendenti (ALT & IND)       | 690 997    | 6,20  | —   |  |  |  |
| Totale                                         | 11 148 006 | 100   | 225 |  |  |  |
|                                                |            |       |     |  |  |  |
| Voti non validi                                | 667 240    | 5,65  |     |  |  |  |
| Votanti                                        | 11 815 246 | 68,93 |     |  |  |  |
| Elettori                                       | 17 140 354 |       |     |  |  |  |